# Fae Ellington
Fae Ellington, OD, là một giảng viên và nhân viên truyền thông người Jamaica nổi tiếng với việc tổ chức loạt phim truyền hình Morning Time trên JBC trong hơn 12 năm.

## Lý lịch
Fae Audrey Ellington sinh ngày 28 tháng 5 năm 1950 tại quận Smithville thuộc Giáo xứ Clarendon, Jamaica. Cô là đứa con duy nhất của Mary "Mae" Williams và Exford Joseph Ellington, một giáo viên của trường. Cha mẹ cô không bao giờ kết hôn và Fae sẽ không gặp cha cô cho đến khi cô 21 tuổi. Ngoài việc lớn lên với sự kỳ thị là con của cha mẹ ngoài ý muốn, Ellington còn bị mắc bệnh hen suyễn và chứng khó đọc.

## Sự nghiệp
Năm 1974, Ellington gia nhập Tập đoàn phát thanh truyền hình Jamaica (JBC), cuối cùng tổ chức Morning Time trong hơn một chục năm. Cô cũng từng là một trong những người đưa tin chính trên đài phát thanh và truyền hình Jamaica trong nhiều thập kỷ.
Năm 2005, cô ra mắt đạo diễn, khi cô dàn dựng chương trình một người phụ nữ Who Will Sing cho Lena.

## Giải thưởng và chứng nhận
- 2005 - Đề cử đạo diễn xuất sắc nhất, Giải thưởng nam diễn viên cho Ai sẽ hát cho Lena [3]
- 1998 - Order of Distinction, Lớp sĩ quan [2][3]
- 1992 - Distinguished Past Student of St. Hugh’s High School, Kingston, Jamaica [2]